# Абаэте
Абаэте (порт. Abaeté) — муниципалитет в Бразилии, входит в штат Минас-Жерайс. Составная часть мезорегиона Центр штата Минас-Жерайс. Входит в экономико-статистический микрорегион Трес-Мариас. Население составляет 23 595 человек на 2006 год. Занимает площадь 1816,856 км². Плотность населения — 13,0 чел./км².

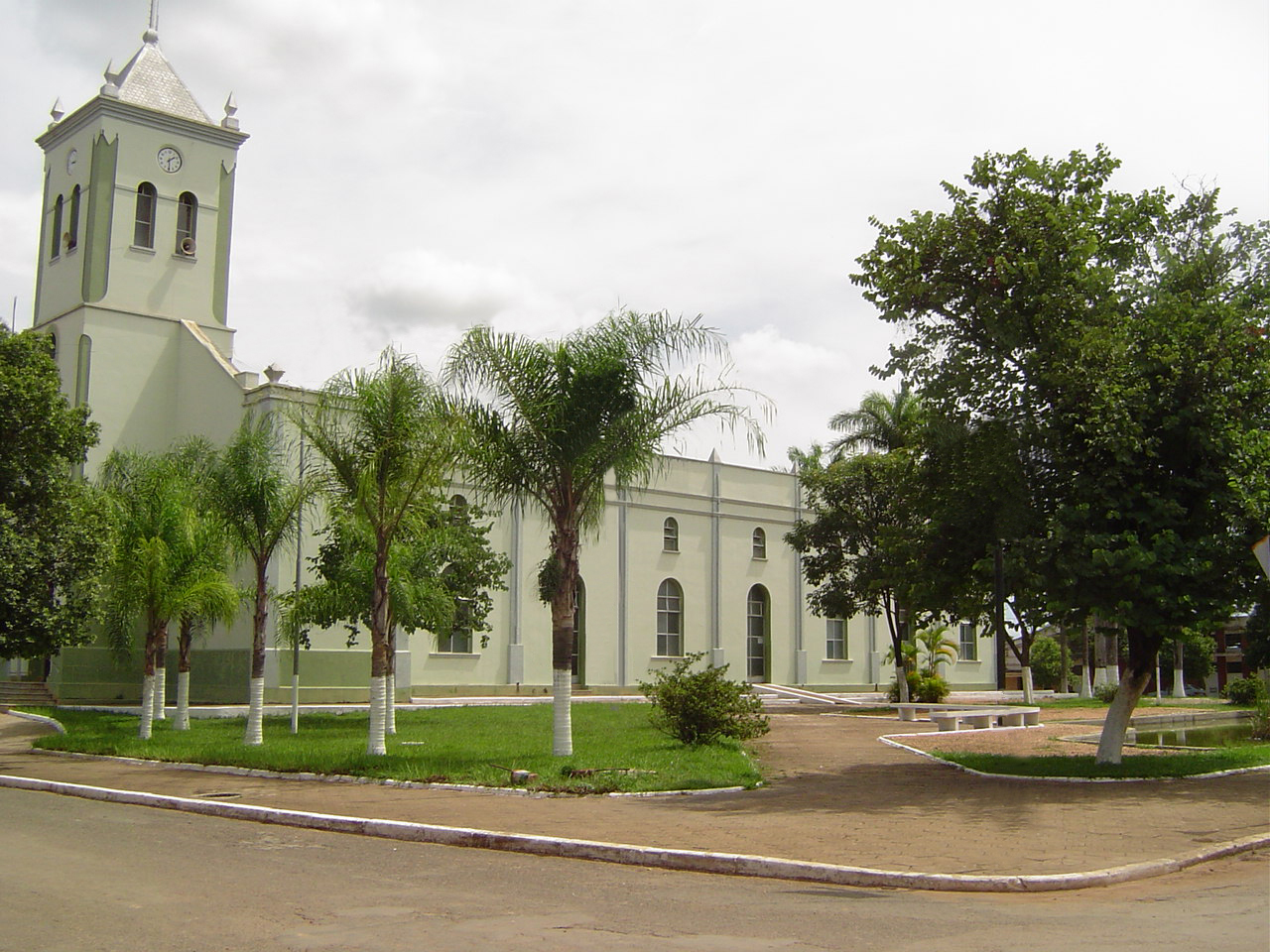
Собор

## История
Город основан 5 сентября 1870 года. Происхождение названия связано с самообозначением проживавших здесь племён (на языке тупи — «мужественный человек»).

## Экономика
Основные виды экономической деятельности — сельское хозяйство (животноводство, сахарный тростник, кукуруза) и торговля. В городе очень активно развит незаконный оборот наркотиков.
Местный карнавал признан одним из лучших в штате Минас-Жерайс.

## Статистика
- Валовой внутренний продукт на 2003 год составляет 114 540 347,00 реалов (данные: Бразильский институт географии и статистики).
- Валовой внутренний продукт на душу населения на 2003 год составляет 4973,74 реала (данные: Бразильский институт географии и статистики).
- Индекс развития человеческого потенциала на 2000 год составляет 0,778 (данные: Программа развития ООН).